# 技芸
| ウィキペディアには「技芸」という見出しの百科事典記事はありません（タイトルに「技芸」を含むページの一覧/「技芸」で始まるページの一覧）。 代わりにウィクショナリーのページ「技芸」が役に立つかもしれません。 |